# Semana de Cinema de Melilha
Na Semana de Cinema de Melilha é um certamen cinematográfico. Celebra-se anualmente a princípios do mês de maio, em Melilha, Espanha. Sua primeira edição arrancou o 6 de maio de 2009.
Na cada edição projectam-se mais de 20 títulos nacionais e internacionais.

## História
A primeira edição em 2009 foi impulsionada pela Cidade Autónoma de Melilha.

## Organização
O orçamento da Semana de Cinema financia-se graças aos rendimentos por patrocínios e às subvenções que, a partes iguais, lhe outorgam a Prefeitura de Melilha e o Ministério de Cultura.

## Prêmios

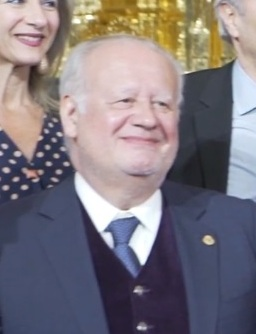
Juan Echanove, Prêmio José Sacristán em 2024

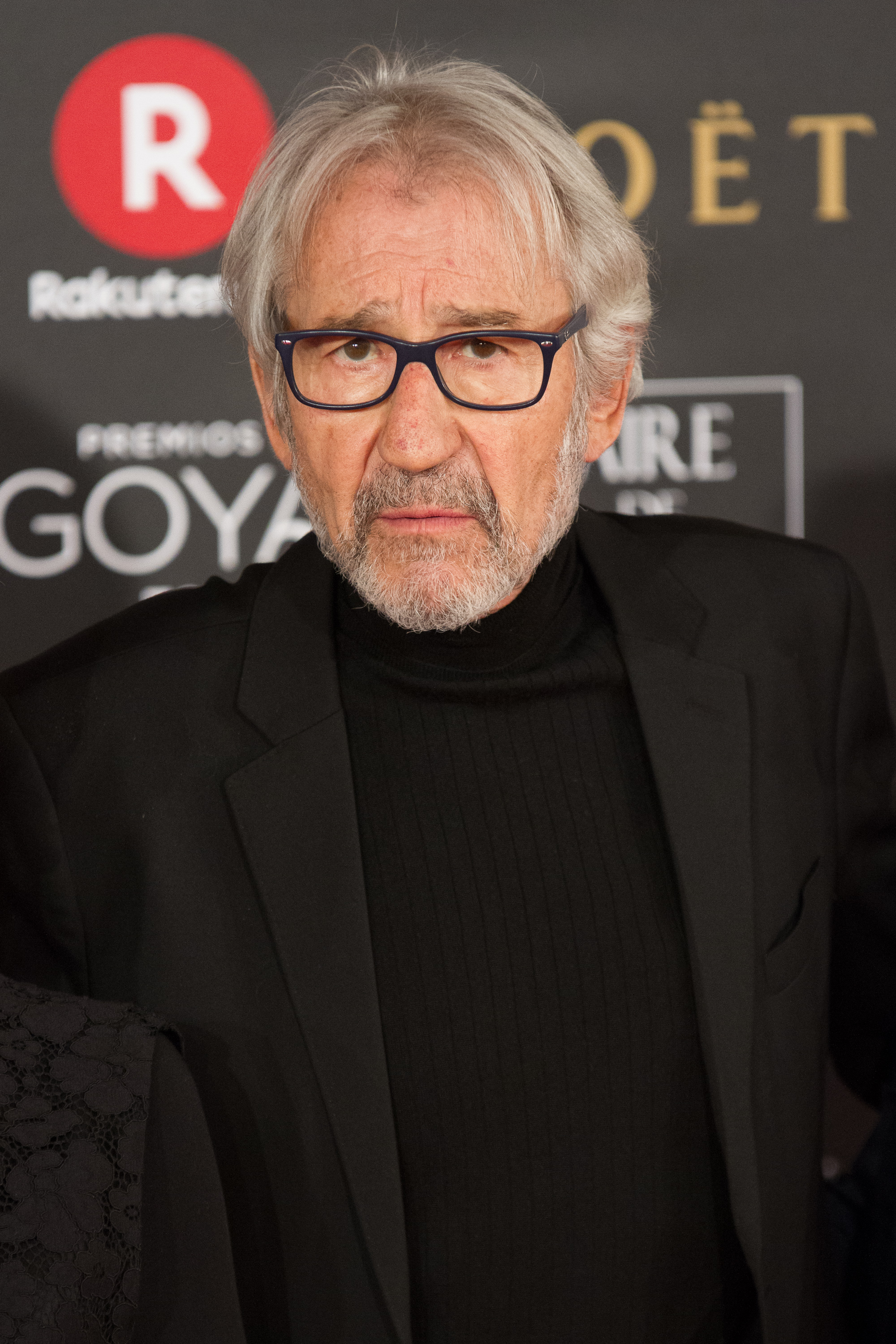
José Sacristán, Prêmio José Sacristán em 2017

### Prêmios oficiais
Os prêmios oficiais concedem-se só a filmes apresentados na Secção Oficial do festival. O encarregado de outorgá-los é o Júri oficial do Festival, composto de destacadas figuras do mundo do cinema.

### Categorias vigentes
| Prêmio                                         | Concedido desde          | Notas |
| ---------------------------------------------- | ------------------------ | ----- |
| Prêmio de Cortometrajes "Manuel Carmona Mir"   | (2007)                   |       |
| Premeio Cidade de Melilla                      | 1ª edição (2009)         |       |
| Prêmio José Sacristán                          | 9ª edição (2017)         |       |
| Prêmio Especial da Semana de Cinema de Melilla | Concedido ocasionalmente |       |

## Edições

### Anos 2000
| Edição    | Calendata | Presentadores | Prêmio José Sacristán | Premeio Cidade de Melilla | Lugar da cerimónia              | Notas |
| --------- | --------- | ------------- | --------------------- | ------------------------- | ------------------------------- | ----- |
| 1ª edição | 2009      |               | ---                   |                           | Teatro Kursaal-Fernando Arrabal |       |

### Anos 2010
| Edição     | Calendata          | Presentadores | Premio José Sacristán | Premio Ciudad de Melilla                         | Lugar da cerimónia              | Notas                                     |
| ---------- | ------------------ | ------------- | --------------------- | ------------------------------------------------ | ------------------------------- | ----------------------------------------- |
| 2ª edição  | 2010               |               | ---                   |                                                  | Teatro Kursaal-Fernando Arrabal |                                           |
| 3ª edição  | 2011               |               | ---                   |                                                  | Teatro Kursaal-Fernando Arrabal |                                           |
| 4ª edição  | 2012               |               | ---                   |                                                  | Teatro Kursaal-Fernando Arrabal |                                           |
| 5ª edição  | 2013               |               | ---                   |                                                  | Teatro Kursaal-Fernando Arrabal |                                           |
| 6ª edição  | 2014               |               | ---                   |                                                  | Teatro Kursaal-Fernando Arrabal |                                           |
| 7ª edição  | 2015               |               | ---                   |                                                  | Teatro Kursaal-Fernando Arrabal |                                           |
| 8ª edição  | 21 de mayo de 2016 |               | ---                   |                                                  | Teatro Kursaal-Fernando Arrabal | Premio especial a José Sacristán          |
| 9ª edição  | 25 de mayo de 2017 |               | Ana Belén             | Raúl Arévalo                                     | Teatro Kursaal-Fernando Arrabal |                                           |
| 10ª edição | 19 de mayo de 2018 |               | Aitana Sánchez-Gijón  | Irene Escolar y Anna Castillo                    | Teatro Kursaal-Fernando Arrabal | Veronica Forqué recibe un premio especial |
| 11ª edição | 3 de mayo de 2019  |               | Jorge Sanz            | Rafa Cobos, Alberto Rodríguez y Álvaro Cervantes | Teatro Kursaal-Fernando Arrabal |                                           |

### Anos 2020
| Edição     | Calendata                | Presentadors                       | Premio José Sacristán                   | Premio Ciudad de Melilla                  | Lugar de la ceremonia           | Notas |
| ---------- | ------------------------ | ---------------------------------- | --------------------------------------- | ----------------------------------------- | ------------------------------- | ----- |
| 12ª edição | 2020                     | Fran Antón                         | Miguel Rellán                           | Clara Lago y Emma Suárez                  | Teatro Kursaal-Fernando Arrabal |       |
| 13ª edição | 11 de septiembre de 2021 | María Hevás y Fran Antón           | Mónica Randall                          | Javier Gutiérrez y Luis Tosar             | Teatro Kursaal-Fernando Arrabal |       |
| 14ª edição | 15 de mayo de 2022       |                                    | Fiorella Faltoyano y Mercedes Sampietro | Carolina Yuste y Daniel Guzmán            | Teatro Kursaal-Fernando Arrabal |       |
| 15ª edição | 22 de abril de 2023      |                                    | María Barranco y Fernando Méndez-Leite  | Marta Hazas y Nathalie Poza               | Teatro Kursaal-Fernando Arrabal |       |
| 16ª edição | 11 de mayo de 2024       | Cristina Gallego y Helena Ezquerro | Juan Echanove                           | Ricardo Gómez, Elena Anaya y Arturo Valls | Teatro Kursaal-Fernando Arrabal |       |

## Sedes

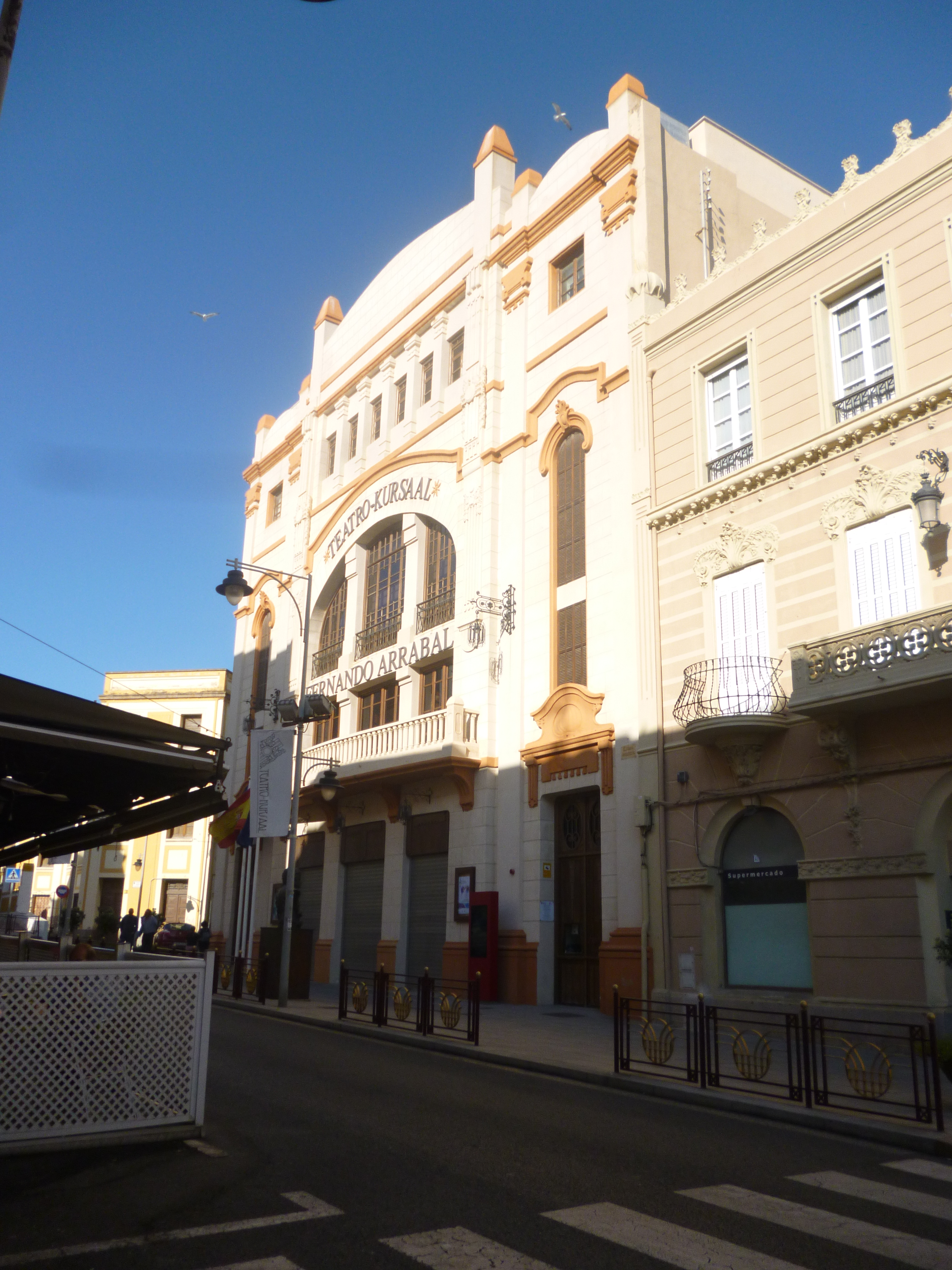
Fachada do Teatro Kursaal-Fernando Arrabal

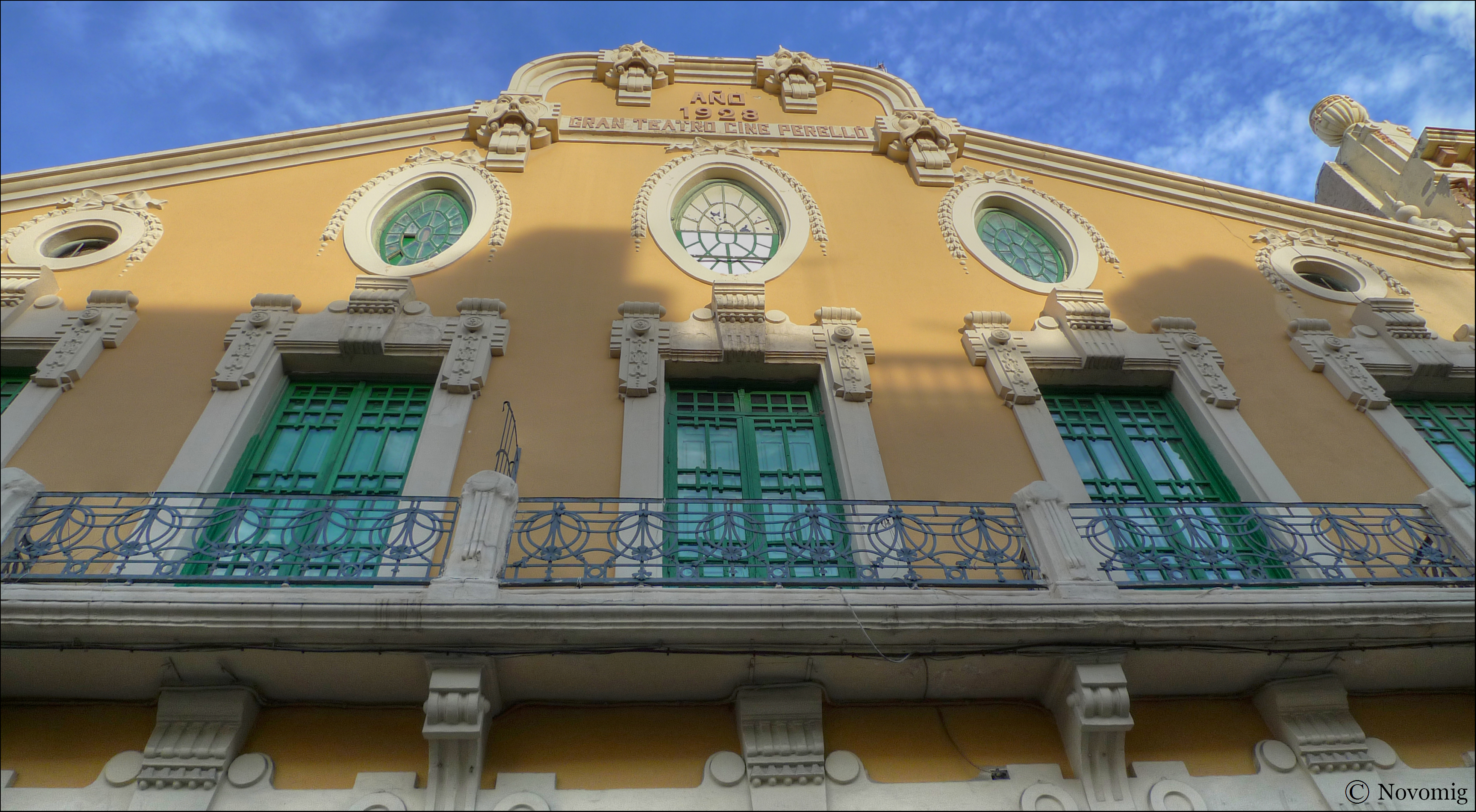
Vista do Teatro-Cinema Perelló

O Festival desenvolve-se em diferentes pontos de Melilla. Os escritórios da organização estão situadas no Teatro Kursaal, e estão abertas todo o ano: os responsáveis pelo Festival dedicam-se os doze meses do ano à organização da seguinte edição. As projeções têm lugar em diferentes palcos:
- Teatro Kursaal

No teatro projectam-se os filmes da Secção Oficial e celebram-se as galas de inauguração, clausura e entrega de prêmios.
- Teatro-Cinema Perelló

O mais antigo teatro da cidade, acolhe certas projeções do Festival.

## Veja-se também
- Melilla